# Molophilus (Molophilus) inornatus
Molophilus (Molophilus) inornatus is een tweevleugelige uit de familie steltmuggen (Limoniidae). De soort komt voor in het Australaziatisch gebied.